# Стабилометрические испытания грунта
Стабилометри́ческие испытания, метод трёхосного сжатия - тест для определения дренированный (φ′) и недренированный (φ) углы внутреннего трения, пиковый угол трения, φ'p, угол трения в критическом состоянии, φ'cv, угол остаточного трения, φ'r (при учёте его в расчете сцепление - липкость долдно равняться нулю), удельноe сцепление c', сопротивление недренированному сдвигу Su (второе обозначение cu), угол дилатансии ψ для водонасыщенных в природных условиях песков, глинистых, органо-минеральных и органических грунтов и модуля деформации, коэффициент Пуассона  для любых дисперсных грунтов. и предел прочности на одноосное сжатие RC для скальных и многолетнемерзлых грунтов.
При испытании на трёхосный сдвиг к образцу испытуемого материала прикладывают напряжение таким образом, что напряжения вдоль одной оси отличаются от напряжений в перпендикулярных направлениях. Обычно это достигается размещением образца между двумя параллельными плитами, которые прикладывают нагрузку в одном (обычно вертикальном) направлении, и приложением давления жидкости к образцу для приложения нагрузки в перпендикулярных направлениях.
Приложение различных сжимающих напряжений в испытательной установке вызывает развитие в образце напряжения сдвига; нагрузки можно увеличивать, а прогибы контролировать до разрушения образца. Во время испытания окружающая жидкость находится под давлением, а нагрузка на плиты увеличивается до тех пор, пока материал в цилиндре не выйдет из строя и не образует внутри себя области скольжения, известные как полосы сдвига. Геометрия сдвига при трёхосном испытании обычно приводит к тому, что образец становится короче, но при этом выпирает по бокам. Затем нагрузка на плиту уменьшается, и давление воды прижимает края обратно, в результате чего образец снова становится выше. Этот цикл обычно повторяется несколько раз при сборе данных о напряжении и деформации образца. Во время испытания поровое давление флюидов (например, воды, нефти) или газов в образце можно измерить с помощью прибора Бишопа для измерения порового давления.
Во время сдвига гранулированный материал обычно имеет чистый прирост или потерю объёма. Если он изначально был в плотном состоянии, то он обычно приобретает объём, характеристика, известная как дилатансия Рейнольдса. Если он изначально был в очень рыхлом состоянии, то сокращение может произойти до начала стрижки или одновременно со стрижкой.
Иногда испытание связных образцов проводят без ограничивающего давления в виде испытания на неограниченное сжатие (unconfined Compression Test UCT). Для этого требуется гораздо более простое и менее дорогое оборудование и подготовка образцов, хотя применимость ограничена образцами, стороны которых не будут разрушаться при воздействии, а ограничивающее напряжение ниже, чем напряжение на месте, даёт результаты, которые могут быть чрезмерно консервативными. Испытание на сжатие, проводимое для испытания прочности бетона, по сути, является тем же испытанием на устройстве, предназначенном для образцов большего размера и более высоких нагрузок, типичных для испытания бетона.

## Программа испытаний
Нужно чётко понимать, какой сдвиг нужен при испытаниях, составлении программы испытаний. Консолидированный или неконсолидированной в начале. Например, когда бывает поровое давление есть (осталось с ледника), конечно должно быть всестороеннее обжатие неконсолидированное (обжали, но поровое давление должно остаться; моделируем естественную ситуацию). Бывает, статическое зондирование сделали, видим, что поровое давление уже есть. Испытания проводят по ГОСТ 12248-10 с различными образцами (в том числе высотой и диаметром образца 76 мм. и 38 мм соответственно).
В ходе обработки данных согласно российским нормам используют данные трёх испытаний, полученные экспериментально, так как п. 5.1.6.1 ГОСТ 12248-2010 Грунты. Методы лабораторного определения характеристик прочности и деформируемости говорит об учёте минимум трёх испытаний (фактически круг Мора можно построить из двух точек, ввиду отсутствия возможности проведения третьего испытания третью точку можно нанести графическим способом на линии).
Огромные проблемы возникают с определением модуля деформации которых достаточно много различных разновидностей. Но прежде всего нас интересует модуль деформации, его ещё называют модуль общей деформации, это абсолютно упругий модуль он используется в модели мора кулона он отвечает линейному участку графика. Девиатор нагружений это избыточное давление по вертикали: σ 1(давление по вертикали)-σ 3 (давление по горизонтали). При E50 имеем макcимальную прочность. 
На первом этапе проводятся анизотропная консолидация то есть всесторонние обжатия образца давлением σ 3. Образец у нас осесимметричный, поэтому σ 2 исключаем из рассмотрения и боковые давления у нас все обозначаются σ 3. На первом этапе определяем значение σ 3 и обжимаем этот образец. σ 3 и σ 1 связаны с собой коэффициентом бокового давления в состоянии покоя K0=σ 3/σ 1, оно означает невозможность боковых деформаций. В точке начала координат провели изоторопную консолидацию σ 1=σ 3(девиатор q=0). Все нормативы требуют проводит анизотропную консолидацию(пригрузить). Если образец находится на глубине h, σ 3=rO*g*h*K0 а σ 1=ro*g*h.

### Консолидированно-недренированные испытания CU
Глиняное ядро в плотине: глина консолидировалась, но не пропускает воду-нет дренажа

### Консолидированно-дренированные испытания CD
Консолидированно-дренированные испытания CD (от англ. Consolidated drained) для определения характеристик прочности проводят в условиях открытого дренажа при поддержании значения противодавления, достигнутого на этапе реконсолидации и водонасыщения. При этом образец нагружают вертикальной нагрузкой до разрушения при постоянном всестороннем давлении в камере. Разрушение производят при постоянном всестороннем давлении в камере по двум режимам нагружения. При статическом режиме вертикальное давление на образец передают ступенями, равными 10 % заданного всестороннего давления в камере. Критерием завершения ступени нагружения является достижение скорости деформации. При кинематическом режиме нагружения показания прибора для измерения вертикальной деформации образца записывают не реже чем через каждый 1 % деформации. При статическом режиме нагружения показания записывают через каждые 10 мин. Испытание проводят до разрушения образца. Вертикальную нагрузку прилагают с заданной скоростью деформирования образца — кинематический режим либо ступенями — статический режим.
При проведении CD испытаний для определения модуля деформации неводонасыщенных в природных условиях грунтов образец уплотняют при открытом дренаже без противодавления, повышая всестороннее давление в камере ступенями до заданного значения. За критерий условной стабилизации объемной деформации образца грунта принимают приращение относительной объемной деформации, не превышающее 0,15 % за время. При этом объемную деформацию измеряют по изменению объёма жидкости в камере.
Вертикальное давление на образец передают ступенями при постоянном значении . Каждую ступень давления выдерживают до условной стабилизации вертикальной деформации образца, за критерий которой принимают приращение относительной вертикальной деформации, не превышающее 0,05 % за время. При кинематическом нагружении скорость вертикальной деформации принимают в соответствии с программой испытаний на основе специального обоснования.
Если энергия уплотнения мала, образец получается таким рыхлым, что объём усадки при дальнейшем водонасыщении становится очень большим, и уменьшение диаметра образца приводит к образованию вертикальных складок на оболочке. По практическому опыту энергию уплотнения подбирают так, чтобы усадка максимально рыхлого образца при водонасыщении составляла 5%. Для подготовки боплотного образца требуется приложить большую энергию, например, увеличивая уплотнение на каждой стадии засыпки. После соединения образца с помощью оболочки с нагрузочным поршнем в образце создается вакуум величиной 2…5 кПа и разборная форма демонтируется. 
Далее через образец пропускают углекислый газ, а затем его насыщают деаэрированной водой. В процессе водонасыщения объём образца сокращается из-за разрушения его первоначальной структуры. Коэффициент пористости, измеренный после водонасыщения при вакуумном давлении, принимается за начальный коэффициент пористости образца. Затем производится консолидация при необходимом обжимающем напряжении. 
При этом способе подготовки образца, прикладывая энергию трамбования различной величины, можно получить песок c любым сочетанием коэффициента пористости и обжимающего напряжения. 
Одно из преимуществ данного метода – его универсальность, что позволяет подготовить любой образец в широком диапазоне величин коэффициента пористости. Таким образом, образец может быть очень рыхлым и сильно контрактирующим или же дилатирующим при дальнейшем нагружении в зависимости от величины коэффициента пористости.

## Описание
При испытании на трёхосный сдвиг к образцу испытуемого материала прикладывают напряжение таким образом, что напряжения вдоль одной оси отличаются от напряжений в перпендикулярных направлениях. Обычно это достигается размещением образца между двумя параллельными плитами, которые прикладывают нагрузку в одном (обычно вертикальном) направлении, и приложением давления жидкости к образцу для приложения нагрузки в перпендикулярных направлениях.

## Фото

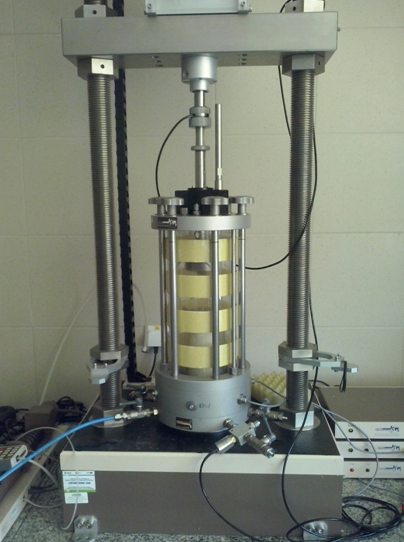
Трёхосный прибор с прикреплённым образцом готов к испытаниям.
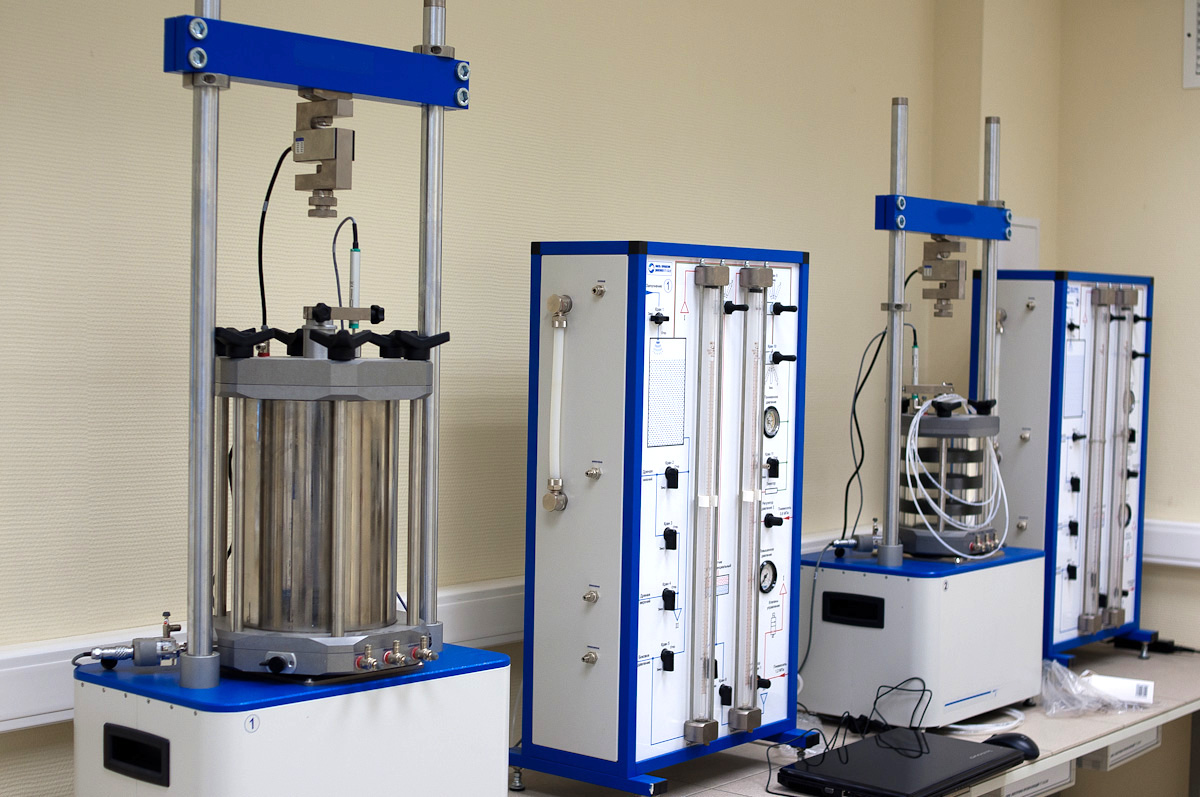
Оборудование для стабилометрических испытаний
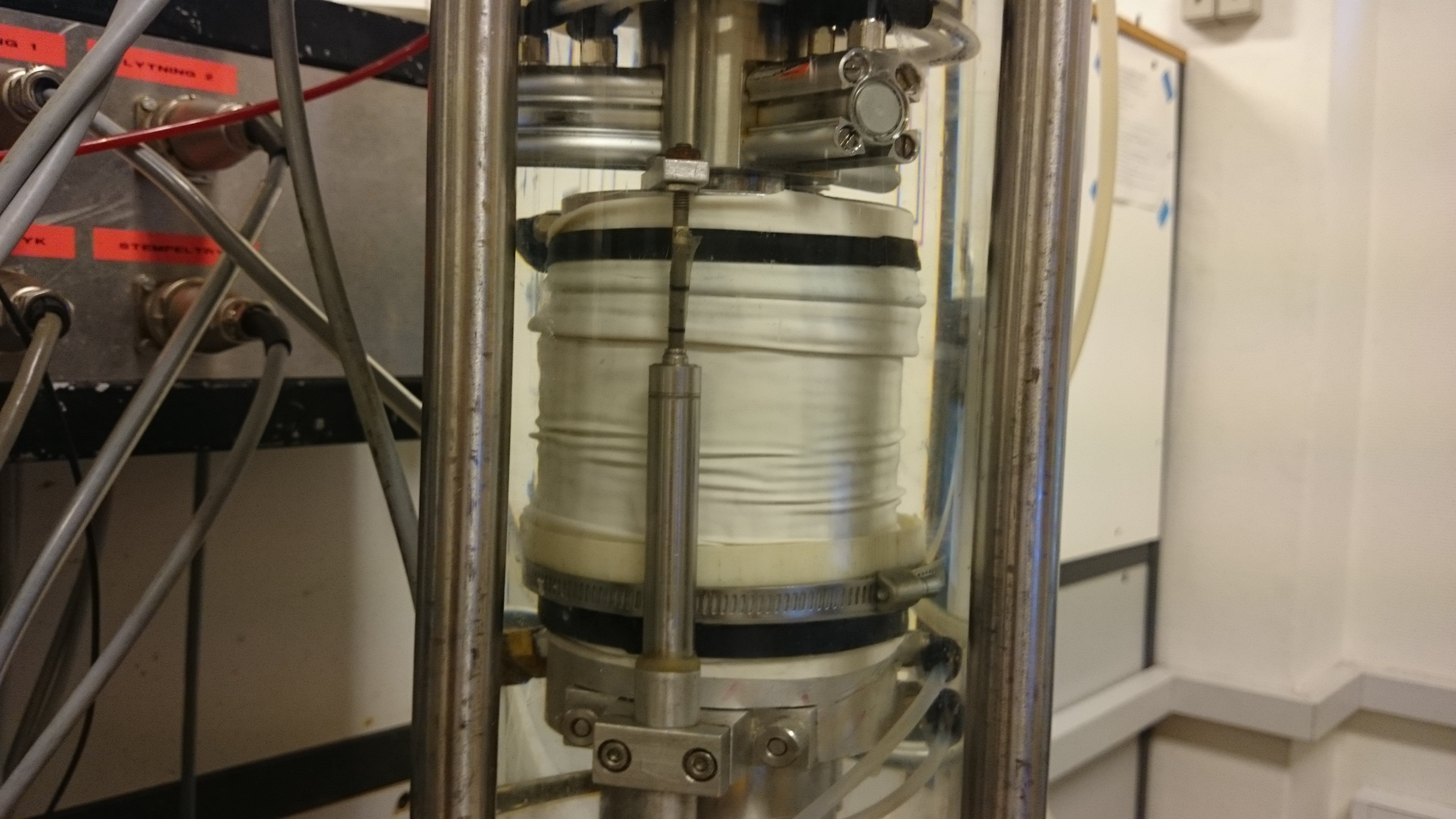
Датский трёхосный прибор в действии
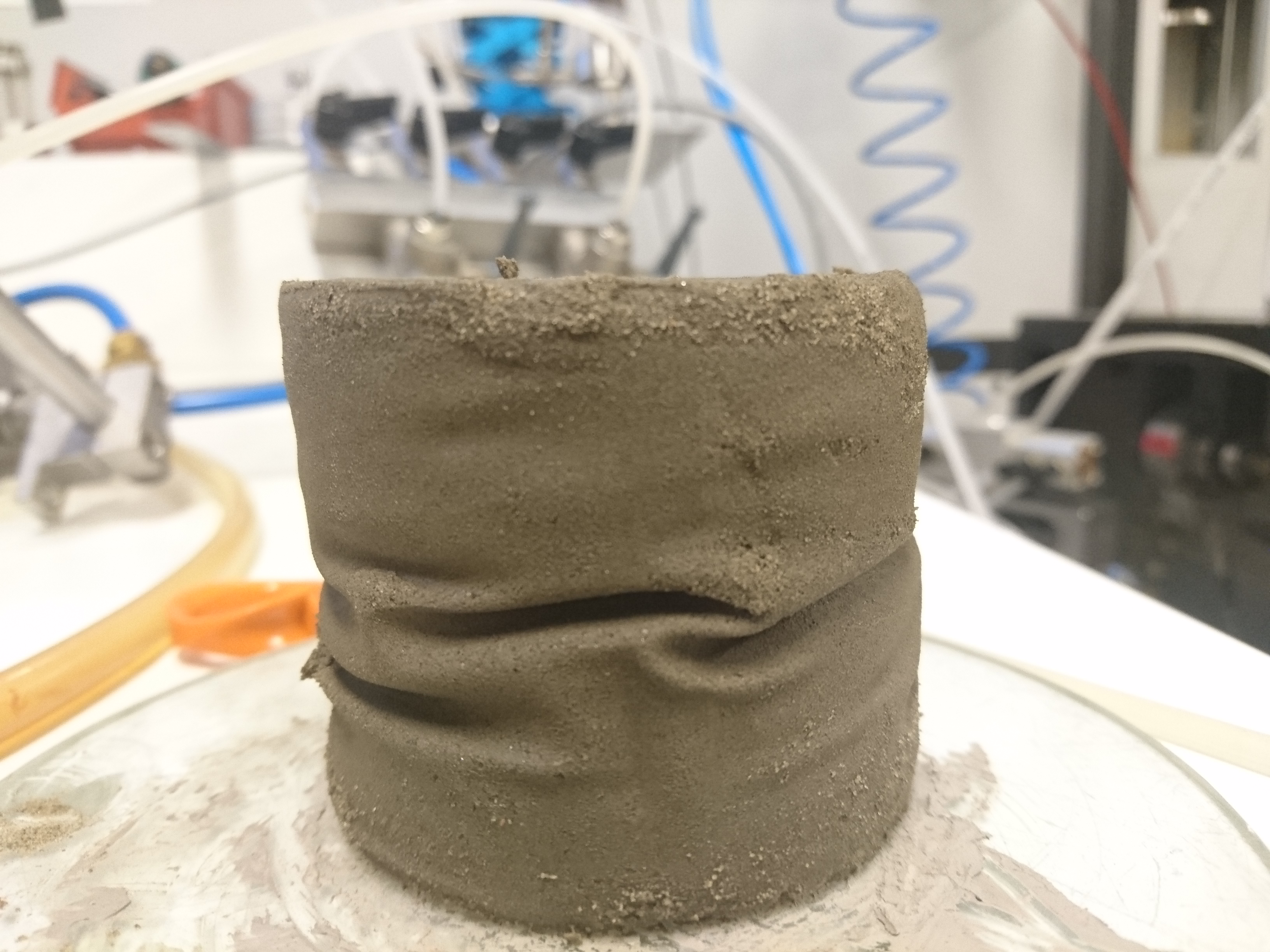
Циклические стабилометрические испытания грунта. Морщины образовались из-за изменения объёма, вызванного повторением между разжижением CU и сливом. В жидком состоянии образец становится достаточно мягким, чтобы отпечатывать тонкий латекс. Во время циклов CD — образец достаточно жёсткий, чтобы сохранить отпечатанный рисунок